# Sierra del Imán
La sierra del Imán o Itacuara, es una serie de sierras de baja altura que se encuentran ubicadas en el sector suroeste de la provincia de Misiones, en la región del NEA de Argentina.
La elevación de estas sierras es de unos 700 a 800 m s. n. m., las mismas se encuentran ubicadas en la denominada Meseta misionera o Sierra de Misiones. La sierra que mide unos 50 km de largo, forma un arco que corre aproximadamente en dirección suroeste-noreste desde el departamento de Leandro N. Alem hasta el departamento de Apóstoles. En la sierra nacen varios ríos y arroyos, entre ellos el río Itacaruaré que es un afluente del río Uruguay.
En la región se cría ganado ovino y se realizan cultivos subtropicales en los faldeos de las montañas.